# Саснови Бор
Саснови Бор (блр. Сасновы Бор; рус. Сосновый Бор) насељено је место са административним статусом радничке варошице (рабочий посёлок) у источном делу Републике Белорусије. Административно припада Светлагорском рејону Гомељске области.

## Географија
Насеље се налази на око 17 км југозападно од града Светлагорска у јужном делу Светлагорског рејона. Од града Гомеља удаљен је 125 км.
Лежи у мелиоративно добро уређеном подручју, делу сливног подручја реке Березине.

## Историја
Саснови Бор је основан 1959. као радничко насеље запослених у оближњем комбинату за прерауд тресета Василевичи II. У саставу Светлагорског рејона је од 1965. године.

## Демографија
Према резултатима пописа из 2009. у вароши је живело 2.430 становника.
| 1959. | 2006. | 2009. |
| ----- | ----- | ----- |
| 1.897 | 2.500 | 2.430 |